# Алгарвський університет
Алга́рвський університе́т (порт. Universidade do Algarve) — державний університет у Португалії. Розташований на півдні країни, у муніципалітеті Фару. Заснований 16 січня 1976 року. Підпорядковується Міністерству науки, технології і вищої освіти. Має кампуси в Фару і Портімані. Поділяється такі факультети: гуманітарних і суспільних наук; інженерний; технологічний; океанографії і довкілля; економічний. Має магістратуру й аспірантуру. При університеті діють вищі політехнічні школи: освіти і комунікацій; управління, готельної справи і туризму; охорони здоров'я; вищий інженерний інститут. Відомий дослідженнями в галузі морської біології і океанографії. Абревіатура — UAlg.

## Загальні дані
Університет у його сучасному вигляді бере початок від злиття двох вищих навчальних закладів у 1979 році: Університету Алгарве та Політехнічного Інституту Фару. У 1982 році було призначено першого ректора університету, яким став проф. Гоміш Геррейру (порт. Prof. Doutor Gomes Guerreiro). З березня 2006 року новим ректором обраний проф. Жуау Геррейру (порт. Prof. Doutor João Guerreiro).
Університет утворюють корпуси чотирьох кампусів або університетських містечок: Гамбелаш (порт. Campus de Gambelas), Пенья (порт. Campus da Penha), Сауде (порт. Campus da Saúde), Портімау (порт. Campus de Portimão), при чому перших три знаходяться в межах міста Фару, а останній — у місті Портімау; 5 факультетів і 4 вищі школи.

## Факультети
- Факультет суспільних наук (порт. Faculdade de Ciências Humanas e Sociais)
- Інженерний факультет природних ресурсів (порт. Faculdade de Engenharia de Recursos Naturais)
- Технологічний факультет (порт. Faculdade de Ciências e Tecnologia)
- Факультет океанографії і довкілля (порт. Faculdade de Ciências do Mar e do Ambiente)
- Економічний факультет (порт. Faculdade de Economia)

## Вищі школи
- Вища школа освіти (порт. Escola Superior de Educação)
- Вища школа управління, готельної справи і туризму (порт. Escola Superior de Gestão, Hotelaria e Turismo)
- Вища школа охорони здоров'я (порт. Escola Superior de Saúde)
- Вища технологічна школа (порт. Escola Superior de Tecnologia)

## Основні напрямки спеціальностей
- Мистецтво, література і історія
- Інженерні спеціальності
- Природоохоронні, океанографічні та науки про довкілля
- Суспільні та педагогічні науки
- Медичні науки
- Комунікаційні науки
- Економіка, управління і туризм